# V.7
V.7 – rekomendacja CCITT (obecnie ITU-T) zatytułowana: Definitions of terms concerning data communication over the telephone network co można przetłumaczyć jako: Definicje terminów dotyczących przesyłu danych przez sieć telefoniczną .
Rekomendacja ta została zatwierdzona w listopadzie 1988 roku.
Rekomendacja ta jest jedną z serii rekomendacji ogólnych (V.1-V.8bis) definiujących sposób kodowania, szybkość przesyłania symboli, poziomy mocy sygnałów i rodzaje protokołów używanych przez modemy pracujące na liniach telekomunikacyjnych.